# Bosmarmot
De bosmarmot (Marmota monax) is een knaagdier uit de familie van de eekhoorns (Sciuridae). De wetenschappelijke naam van de soort werd als Mus monax in 1758 gepubliceerd door Carl Linnaeus, die de naam baseerde op een beschrijving van het dier door George Edwards, gepubliceerd in 1743. De soort komt voor in de bossen en graslanden van Noord-Amerika.

## Kenmerken
De bosmarmot is een fors bodembewonend knaagdier. Ze heeft vrij korte poten, kleine oren en een bossige staart. De vacht is over het algemeen grijzig bruin van kleur, maar kan variëren van gelig tot roodbruin en zwart. De dekharen op de rug hebben witte punten. Het neusveld is wit, evenals de snijtanden. Aan iedere poot zitten vier tenen. Het vrouwtje heeft vier mammae.
De bosmarmot wordt 32 tot 52 centimeter lang en 2 tot 6,4 kilogram zwaar. Ze heeft een staartlengte van 7,5 tot 15,2 centimeter en een achtervoetlengte van 7,5 tot 10 centimeter. 

## Verspreiding en leefgebied
De bosmarmot komt veelal voor in open plekken in bossen, pas ontboste gebieden, weiden en grasvelden in Oostcentraal-Alaska en Brits-Columbia, Canada zuidwaarts langs de Rocky Mountains tot Noord-Idaho, en oostwaarts via Zuid-Canada tot het oosten van de Verenigde Staten, waar ze de zuidgrens van haar verspreidingsgebied vindt in Oost-Kansas, Noord-Alabama en Georgia. Hoewel ze voornamelijk op de bodem leeft, kan ze goed klimmen en zwemmen.

## Leefwijze
De bosmarmot is overdag actief, voornamelijk in de vroege ochtend en de namiddag. Ze voedt zich voornamelijk met groene planten als gras, klaver, luzerne en weegbree, aangevuld met zaden, vruchten, ongewervelde dieren als sprinkhanen en slakken en de eieren en kuikens van grondbroedende vogels. Ook eet ze landbouwgewassen, waaronder maïs. Zo kan de soort grote schade aanrichten aan akkers.
De bosmarmot leeft, in tegenstelling tot de andere marmotten, voornamelijk solitair. Ze kan zelfs agressief uit de hoek komen, in het bijzonder mannetjes tegenover concurrerende mannetjes in de paartijd. Het territorium is ongeveer 0,3 tot 4 hectare groot. Het territorium van het mannetje overlapt vaak met dat van een of meer vrouwtjes.
's Nachts slaapt de marmot alleen in een groot ondergronds hol, tot 1,5 meter diep en 9 meter lang, met minstens één hoofdgang en vaak enkele zijgangen, die uitlopen in één grote slaapkamer, bekleed met een nest van gras. In een andere kamer, gelegen nabij de slaapkamer, laat de marmot haar uitwerpselen achter. Zijgangen dienen voornamelijk om te ontsnappen aan roofdieren. Bij de hoofdingang liggen vaak meerdere heuvels uitgegraven grond, die ontbreken bij de ontsnappingsuitgangen. Een verlaten hol van een bosmarmot wordt vaak gebruikt door andere dieren, zoals katoenstaartkonijnen, opossums, wasberen, stinkdieren en vossen.
De bosmarmot ontwikkelt aan het eind van de zomer of het begin van de herfst een dikke vetlaag om te overwinteren. In de herfst graaft ze een diep winterhol met een slaapkamer. Hier brengt ze de gehele winter door, opgerold op een bedje van gras. Tijdens de winterslaap daalt haar lichaamstemperatuur tot 4 °C, de ademhalingsfrequentie tot één keer om de zes minuten en de hartslag van honderd naar slechts vier hartslagen per minuut. Ze ontwaakt weer in het vroege voorjaar, in het noorden van zijn verspreidingsgebied later dan in het zuiden.

## Voortplanting
Direct na de winterslaap breekt de paartijd aan. Het mannetje gaat op zoek naar een vrouwtje. Als hij een ontvankelijk vrouwtje heeft gevonden, zal hij enkele dagen met haar in hetzelfde hol slapen, de enige keer dat dit voornamelijk solitaire dier zijn hol deelt met een ander volwassen dier. De bosmarmot heeft één worp per jaar. Na een draagtijd van 28 dagen worden in april of begin mei vier of vijf jongen geboren. De jongen zijn bij de geboorte kaal en blind. Enkel het vrouwtje zorgt voor de jongen. Na een maand openen ze hun ogen en kruipen ze al rond. Na twee maanden zijn ze zelfstandig. De bosmarmot is de enige marmottensoort waarvan de jongen binnen een jaar al volgroeid zijn en zich kunnen voortplanten.

## Bedreigingen
De belangrijkste vijanden van de bosmarmot zijn de vos en de mens. Ook worden veel dieren gedood door andere roofdieren en door auto's. Regelmatig zit de bosmarmot rechtop om de omgeving in de gaten te houden. Bij gevaar stoot de bosmarmot een hard, scherp, fluitend geluid uit, gevolgd door enkele zachtere tonen. Hij zal dan rennen naar zijn hol, vanwaar hij naar buiten gluurt. Mocht hij niet in de buurt van zijn hol zijn, zoekt hij een andere schuilplaats op, zoals een boom. Als hij niet naar zijn hol of een andere schuilplek kan rennen, verdedigt hij zich fel. Hij kromt dan zijn rug, springt, zwiept met een stijfrechte staart en klappert met ontblote tanden. Ook kan hij blazen, grommen en gillen. 

## In de folklore en populaire cultuur

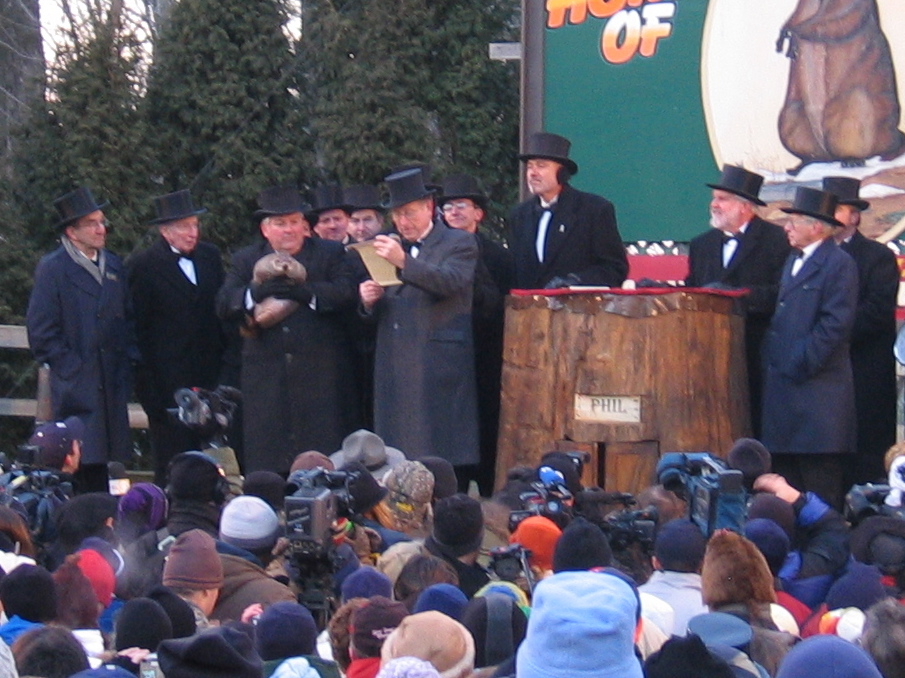
Groundhog Day in Punxsutawney, Pennsylvania, 2005

In de Verenigde Staten en Canada wordt ieder jaar op 2 februari Groundhog Day gevierd. Op deze dag zou de bosmarmot (Engels: groundhog) ontwaken uit haar winterslaap en zich buiten haar hol wagen, waarna men aan de observatie of ze al dan niet terugkeert naar haar hol zou kunnen bepalen of de winter nog voort zal duren.
Deze feestdag werd verbeeld in de film Groundhog Day uit 1993.